# Suzukielus sauteri
Genre
Espèce
Synonymes
- Miopsalis sauteri Roewer, 1916

Suzukielus sauteri, unique représentant du genre Suzukielus, est une espèce d'opilions cyphophthalmes de la famille des Sironidae.

## Distribution
Cette espèce est endémique du Japon. Elle se rencontre de la péninsule d'Izu à Tokyo,.

## Description
L'holotype mesure 2,6 mm.

## Systématique et taxinomie
Cette espèce a été décrite sous le protonyme Miopsalis sauteri par Roewer en 1916. Elle est placée dans le genre Suzukielus par Juberthie en 1970.

## Étymologie
Cette espèce est nommée en l'honneur de Hans Sauter (1871–1943).

## Publications originales
- Roewer, 1916 : « 7 neue Opilioniden des Zoolog. Museums in Berlin. » Archiv für Naturgeschichte, sér. A, vol. 81, no 12, p. 6-13 (texte intégral).
- Juberthie, 1970 : « Sur Suzukielus sauteri (Roewer, 1916) opilion cyphophthalme du Japon. » Revue d’Écologie et de Biologie du Sol, vol. 7, no 4, p. 563–569.